# درهووی
درهووی (به چکی: Drhovy) یک منطقهٔ مسکونی در جمهوری چک است که در ناحیه پریبرام واقع شده‌است.